# Caritasbrunnen (Kopenhagen)

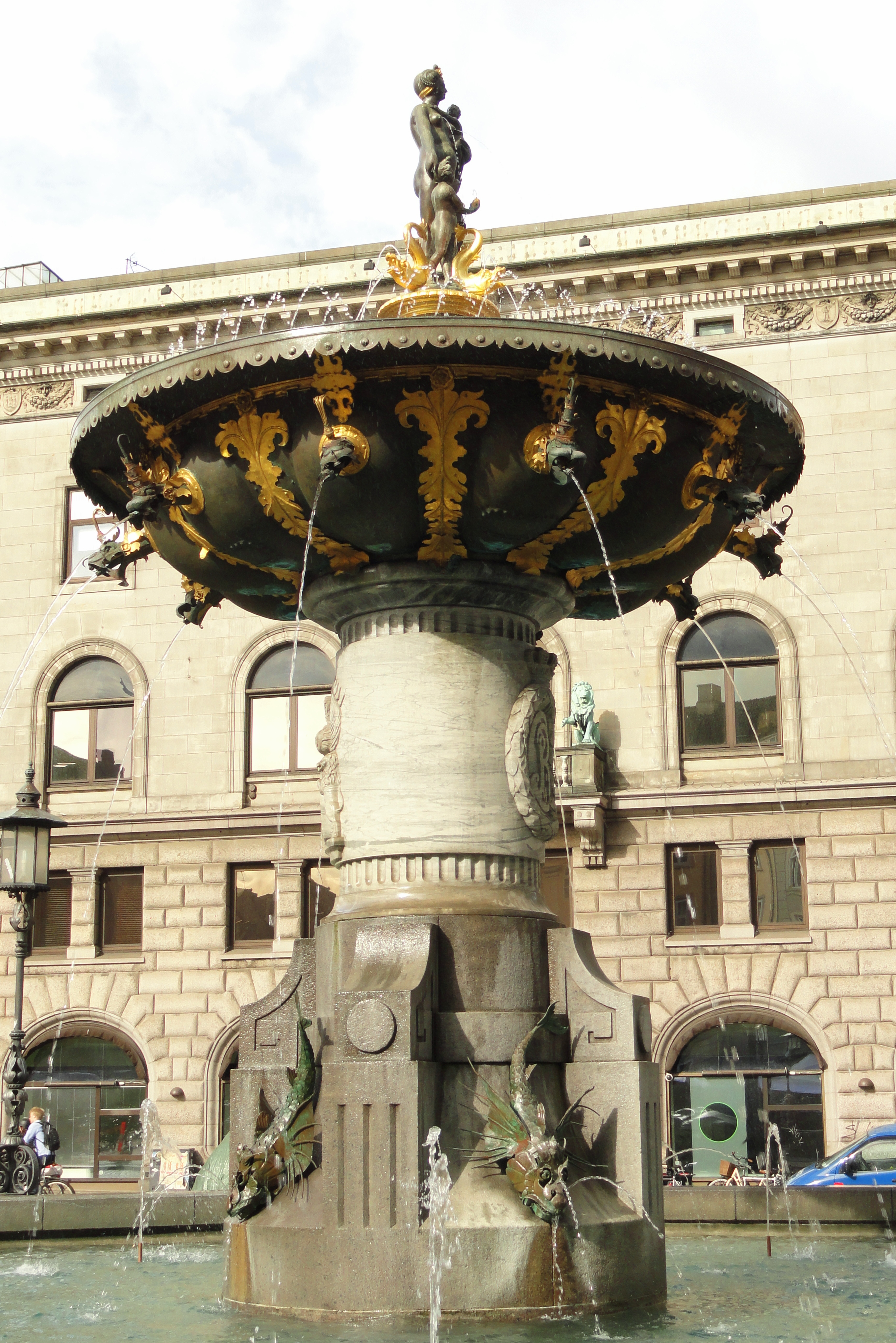
Gesamtansicht

Der Caritasbrunnen (dän. Caritasbrønden) ist der älteste Brunnen in der dänischen Hauptstadt Kopenhagen. Der Brunnen befindet sich auf dem Gammeltorv, dem Alten Markt, einem Abschnitt der Fußgängerzone Strøget.

## Geschichte

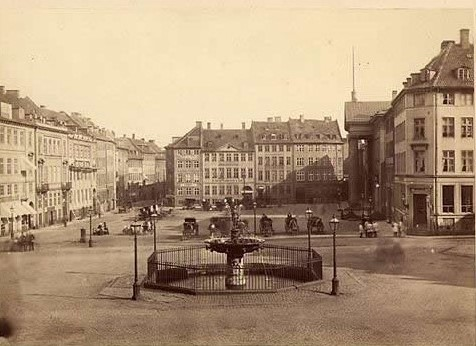
Brunnen ohne Becken (1860)

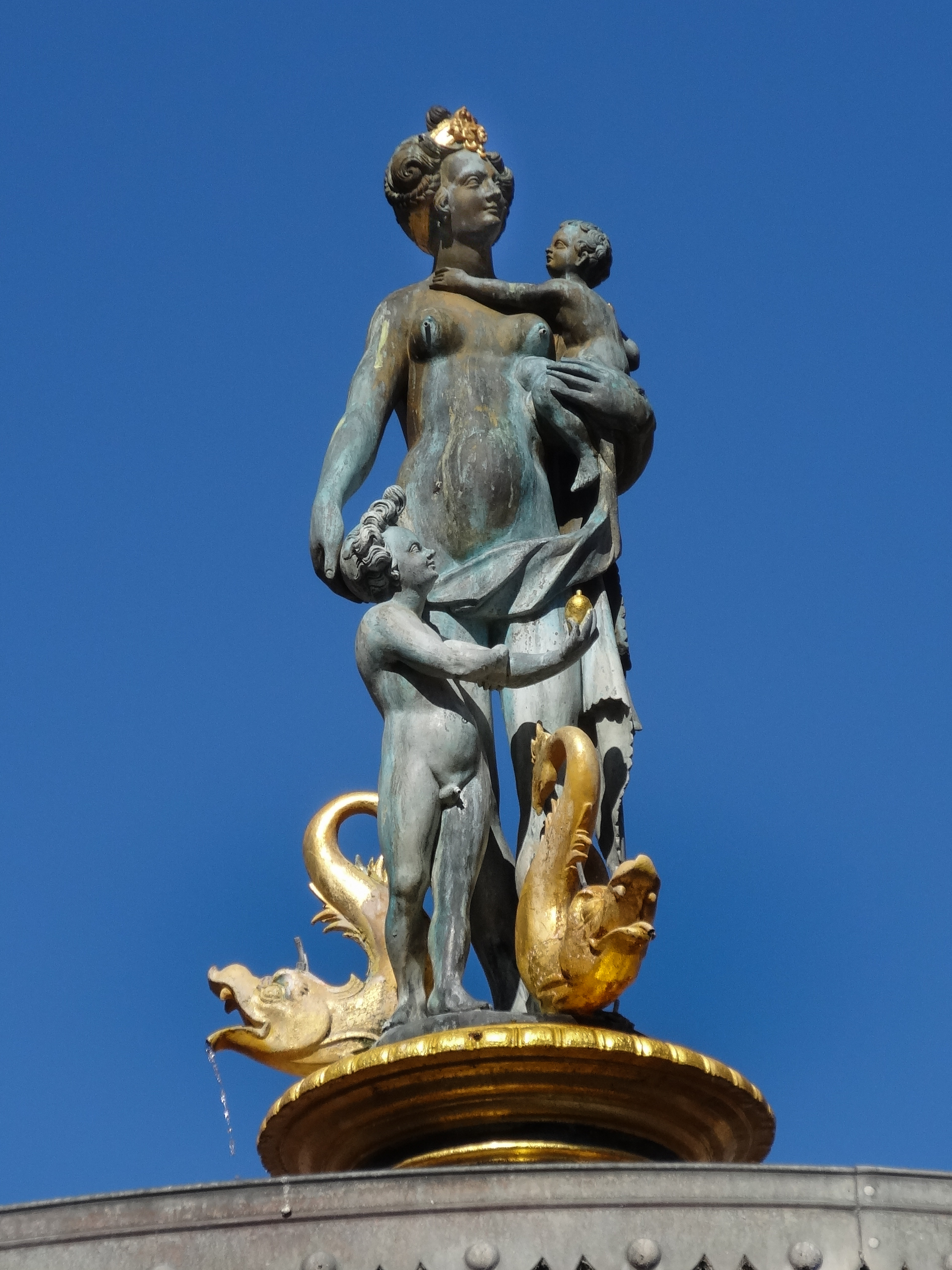
Caritas mit ihren Kindern

Die Ursprünge eines Brunnens am Alten Markt reichen bis ins 16. Jahrhundert. König Frederik II. von Dänemark und Norwegen ermöglichte die Wasserversorgung der Stadt, indem er eine 6 km lange Wasserleitung vom Emdrupsee zum Alten Markt bauen ließ. Der Höhenunterschied von ca. 9 m erzeugte genug Druck, um das Wasser an die Oberfläche zu drücken.
König Christian IV. von Dänemark und Norwegen ließ den Alten Markt zwischen 1608 und 1610 umgestalten und den Brunnen versetzen und umbauen. Hierbei bekam er eine hölzerne Version der namensgebenden Caritas aufgesetzt. Trotz seines inzwischen dekorativen Charakters, diente er weiterhin primär der Wasserversorgung. Über die Jahre erhöhte sich das Straßenniveau, sodass das Becken bald unter diesem lag, wodurch der repräsentative Effekt verloren ging und das Wasser verdreckte. Man errichtete ein Gitter, um ihn vom Umfeld abzuheben. Diese Maßnahme konnte den Verfall jedoch nicht aufhalten. Sein heutiges Aussehen erhielt der Caritasbrunnen zwischen 1781 und 1890.

## Beschreibung
Aus einem Becken aus Granit ragt eine Stele, auf dem eine graue marmorne Säulentrommel steht. Die Säule wurde unter Christian VII. ergänzt und trägt sein Monogramm auf der Vorderseite und das Wappen Kopenhagens auf der Rückseite. An ihrer Basis sind Fische angebracht, aus deren Nasenlöchern Wasser sprudelt.
Auf der Säule ruht wiederum eine bronzene Brunnenschale mit goldenen Ornamenten und Wasserspeiern. In der Schale steht auf einer weiteren, bronzene Säule die Caritas als Verkörperung der Barmherzigkeit und Nächstenliebe, die inzwischen ebenfalls aus Bronze besteht. Gleichsam einer Maria lactans tritt aus ihren Brüsten nährendes Wasser, anstatt Milch. Auf ihrem linken Arm hält sie ein Kind, mit der rechten Hand berührt sie den Kopf eines Jungen, welcher ins Becken uriniert. Er reicht ihr außerdem das Herz Jesu, aus dessen Flamme ebenfalls Wasser austritt. Zu Füßen der Figurengruppe befinden sich drei goldene Delfine.

## Sonstiges
Zu bestimmten Anlässen, wie dem Grundlovsdag am 5. Juni oder dem Geburtstag des Monarchen, unter Margrethe II. ist es der 16. April, werden vergoldete Äpfel auf den Fontänen platziert, auf denen sie dann „tanzen“. Die Tradition geht auf das 18. Jahrhundert zurück.
Der Prüderie halber waren die Wasseraustrittstellen der Figurengruppe zwischen 1857 und 1940 versiegelt.